# Piddubivka, Prîlukî
Piddubivka (în ucraineană Піддубівка) este localitatea de reședință a comunei Piddubivka din raionul Prîlukî, regiunea Cernihiv, Ucraina.

## Demografie
Componența lingvistică a localității Piddubivka
     Ucraineană (98,5%)
     Rusă (1,5%)
Conform recensământului din 2001, majoritatea populației localității Piddubivka era vorbitoare de ucraineană (98,5%), existând în minoritate și vorbitori de rusă (1,5%).